# Соломоновский орлан
Соломоновский орлан (лат. Icthyophaga sanfordi) — вид птиц семейства ястребиных, эндемик архипелага Соломоновых островов.
Соломоновский орлан достигает длины от 70 до 90 см и массы от 1,1 до 2,7 кг; размах крыльев варьируется от 165 до 185 см. Оперение от беловато-коричневого до ярко-коричневого цвета на голове и шее. Нижняя часть тела от коричневого до красновато-коричневого и тёмно-коричневого цвета. Верх от тёмно-коричневого до серо-чёрного. Глаза ярко-коричневые.Этот вид, уникальный среди морских орлов, на протяжении всей жизни имеет полностью темный хвост.
Соломоновский орлан обитает в прибрежных лесах и озерах на высоте до 1500 м над уровнем моря.